# Convergència evolutiva
| Els ocells Trochilidae (a l'esquerra) i el lepidòpter de la família Sphingidae (a la dreta) tenen en comú un bec llarg adaptat per a xuclar nèctar i una capacitat de vol estacionari. |  | Els ocells Trochilidae (a l'esquerra) i el lepidòpter de la família Sphingidae (a la dreta) tenen en comú un bec llarg adaptat per a xuclar nèctar i una capacitat de vol estacionari. |
| Els ocells Trochilidae (a l'esquerra) i el lepidòpter de la família Sphingidae (a la dreta) tenen en comú un bec llarg adaptat per a xuclar nèctar i una capacitat de vol estacionari. |  | |

La convergència evolutiva és un fenomen evolutiu pel que diferents organismes tendeixen, sota pressions ambientals equivalents, a desenvolupar en la seva evolució característiques (morfològiques, fisiològiques, etològiques, etc.) similars (estructures anàlogues).
La convergència evolutiva explica la semblança entre grups animals sense parentesc especial com taurons, dofins i ictiosaures. Un altre exemple és la semblança entre els cànids Canis lupus i Vulpes vulpes, ambdós placentaris, i el llop marsupial.
L'ala és un exemple de convergència evolutiva en acció. Malgrat que els seus ancestres comuns no tenien ales, els ocells i ratpenats en tenen, i són capaços d'un vol potent. Les ales són similars en construcció, a causa de condicions físiques que s'imposen sobre la forma de l'ala. Les ales són modificacions dels membres anteriors i posteriors.
Un exemple clàssic és l'ull dels cefalòpodes, vertebrats i cnidaris. El seu darrer ancestre comú hauria tingut una simple taca fotoreceptiva però l'evolució de l'ull hauria portat a un refinament progressiu d'aquesta estructura.
La convergència evolutiva no sempre queda plasmada en òrgans concrets; per exemple, s'estima que la capacitat de produir verí ha evolucionat almenys una vintena de vegades entre els peixos.
Els trets que provenen de la convergència evolutiva s'anomenen anàlegs en contrast amb les estructures homòlogues que tenen un origen comú.

Evolució de la posició d'un aminoàcid

L'oposat a la convergència evolutiva és l'evolució divergent, on espècies relacionades tenen característiques diferents. Això pot passar per mutació a l'atzar.
Es pot distingir entre convergència evolutiva i l'evolució paral·lela aquesta ocorre quan dues espècies diferents evolucionen juntes al mateix temps i en el mateix espai i adquireixen característiques similars (per exemple en els cavalls i els paleoteris).